# 린츠 예술대학교
린츠 예술대학교(독일어: Universität für künstlerische und industrielle Gestaltung Linz)는 오스트리아 린츠의 예술 학교다. 린츠에 존재하는 예술 학교 네 곳 가운데 한 곳이다.

## 역사
린츠 예술대학교는 1947년에 설립되어 1973년 아카데미 지위를 부여받은 린츠 시립 쿤스트슐레(Kunstschule; 예술 학교)에 제도적 뿌리를 두고 있다. 이는 과거 나치 시대의 교육 과정과 분리를 시도한 결과다. 대학이 추구하는 방향은 예술과 연구의 자유라는 근본적인 가치에 대한 강조, 모더니즘과 현대 예술에 대한 헌신, 자유 예술과 응용 경제 지향 디자인이다.
1998년 완전한 대학 지위를 획득했다. 2004년 1월 1일부터 린츠 예술대학교는 2002년 신대학 조직법에 따라 "공법에 따른 법인"으로 인정받고 광범위한 자율성을 누리고 있다.
2023년 개교 50주년을 맞았다.

## 평가
에듀랭크 선정 오스트리아 대학 순위 48위, 린츠 지역 대학 순위 2위를 기록했다. 2021년 합격률은 29퍼센트 수준이다.